# آنژلا آتابکیان
آنژلا یرواندی آتابکیان (ارمنی: Անժելա Աթաբեկյան؛ انگلیسی: Anzhela Atabekyan زادهٔ ۱۱ آوریل ۱۹۳۸) نوازنده قانون، موسیقی‌شناس، تاریخ‌نگار هنر اهل ارمنستان است. وی از سال ۱۹۵۶ میلادی تا کنون فعالیت می‌کند.

## زندگی‌نامه
در ۱۱ آوریل ۱۹۳۸ در ایروان به دنیا آمد و در سال ۱۹۵۵ از کالج دولتی موسیقی رومانوس ملیکیان و در سال ۱۹۸۳ از کنسرواتوار دولتی کومیتاس ایروان فارغ‌التحصیل شد.

## جوایز
وی همچنین برندهٔ جوایزی نیز شده است که عبارتنداز:
- هنرمند مردمی ارمنستان شوروی (۱۹۸۶)
- Laureate of the 1st Republican (مدال طلا، ۱۹۵۷)
- کل اتحادیه (دیپلم درجه یکم، ۱۹۵۷)
- فستیوال جوانان، برنده اتحادیه خوانندگان پاپ (۱۹۵۸)

## نگارخانه

کنسرت تقدیم‌شده برای هشتادمین سالگرد تولد آنژلا آتابکیان در کنسرواتوار دولتی کومیتاس ایروان
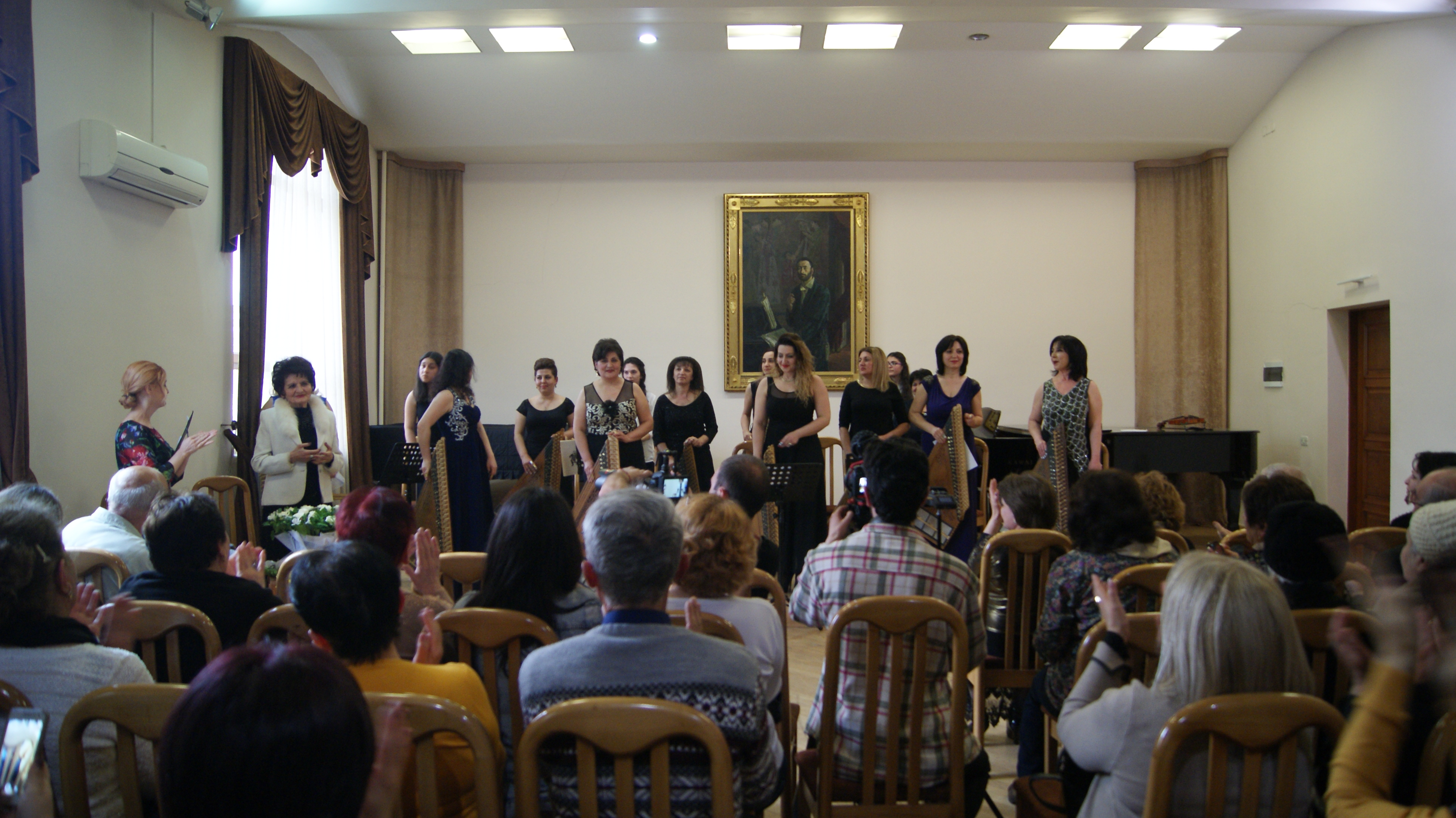
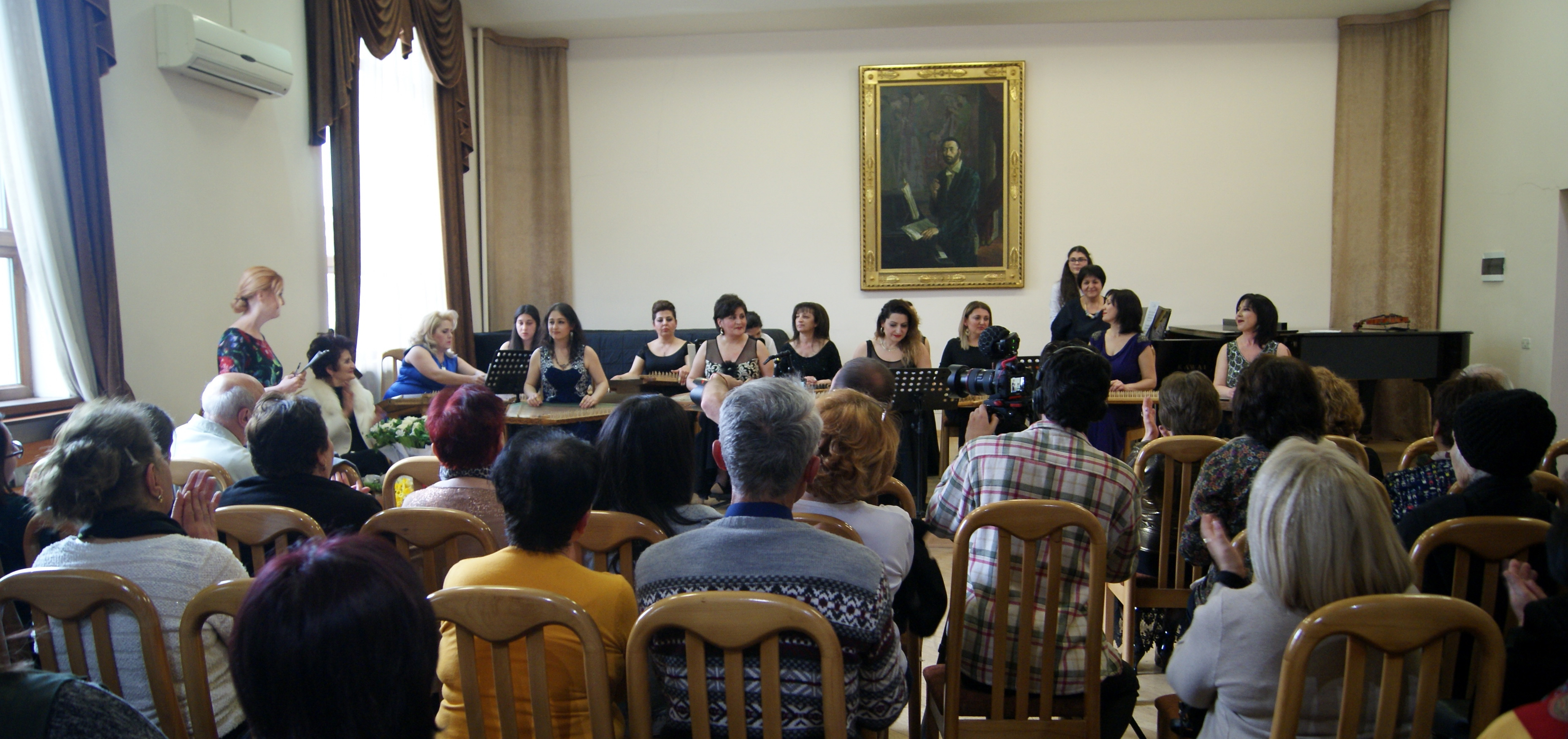
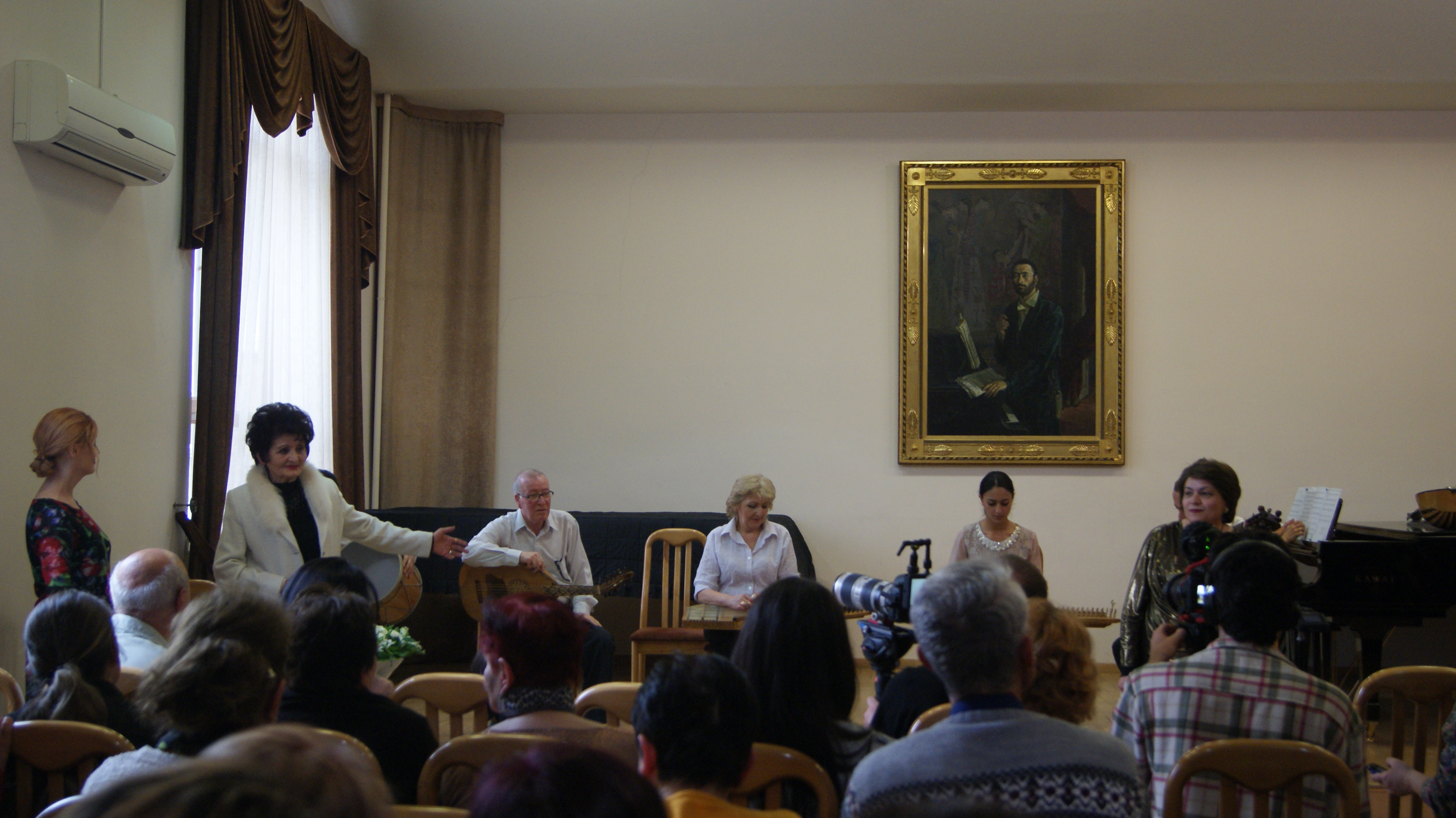